# Beijo Bom
"Beijo Bom" é uma canção da cantora e compositora brasileira Paula Fernandes. A canção foi lançada como single em 18 de maio de 2018.

## Composição
A composição da canção é uma parceria do compositor baiano Bruno Caliman com Rafael Torres, Paula recebeu a canção e realizou uma alteração nos dois primeiros versos.
| “ | “Essa música chegou a mim há um tempo e eu me apaixonei a primeira vista. Mas sentia que estava faltando algo de mim nela para gravar. Então que fiz uma mudança nos dois primeiros versos. Ficou bem legal porque eu dei o ar de romantismo. Gosto de romantismo" | ” |

disse a cantora em entrevista.

## Videoclipe
A canção ganhou um videoclipe em 18 de maio de 2018, dirigido por Rodrigo Giannetto. ganhou a versão ao vivo no novo DVD Origens gravado em 2019 . O vídeo foi registrado na Casa das Caldeiras em São Paulo, e possui um cenário onde mostra um casal que está em busca um do outro, até que se encontram no final, sendo o beijo o ápice.

## Lista de faixas
- Download digital

1. "Beijo Bom" - 3:19[6]

## Desempenho nas tabelas musicais
| Tabela musical (2018)                     | Melhor posição |
| ----------------------------------------- | -------------- |
| Brasil - Billboard Brasil Hot 100 Airplay | 32             |